# Vlag van Plymouth

Vlag van Plymouth

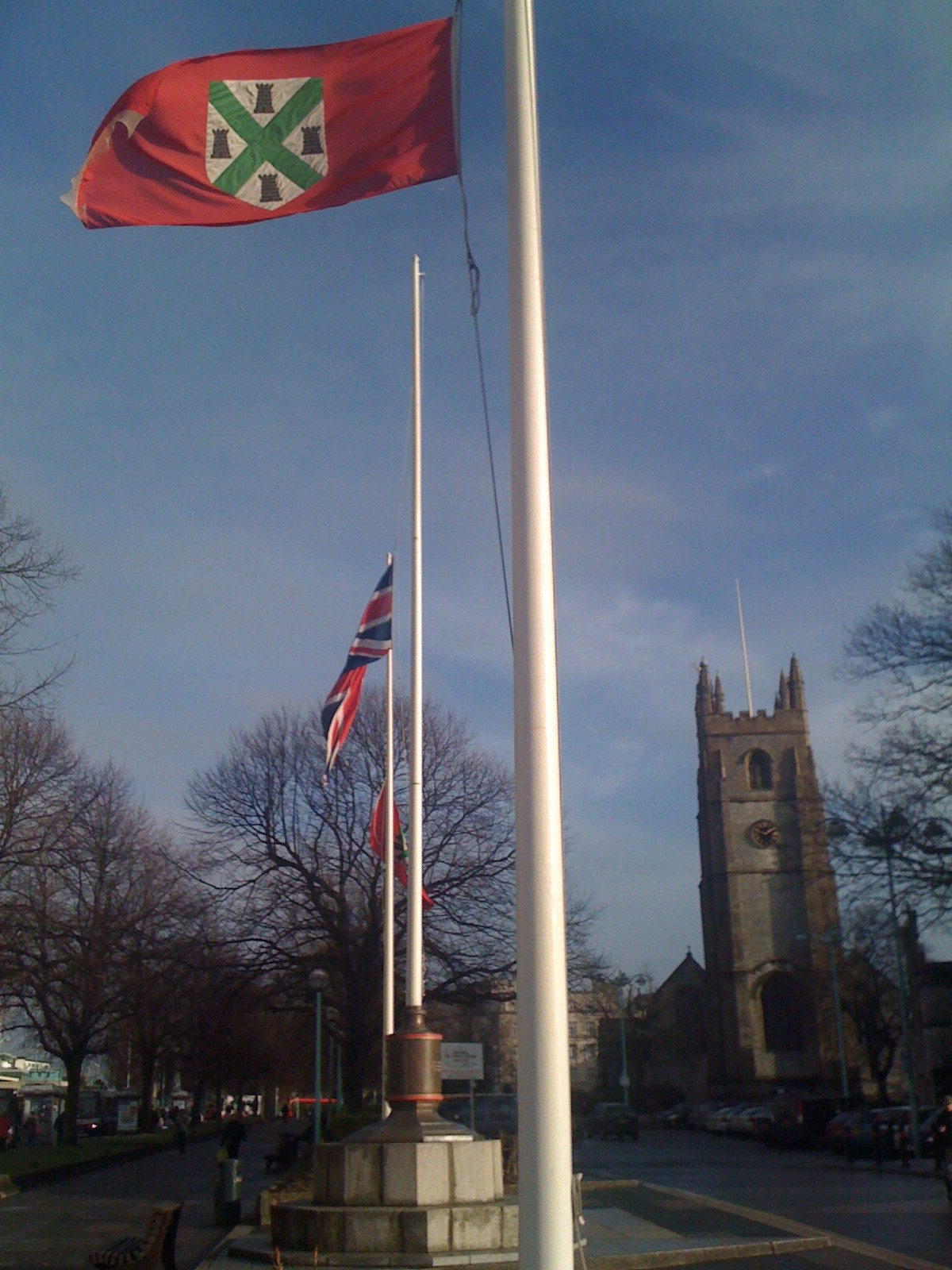
Plymouth-vlag naast Union Jack in Plymouth Guildhall, met St Andrews Church zichtbaar op de achtergrond

De vlag van Plymouth is de vlag van de havenstad en een Unitary authority van Plymouth in Devon, Verenigd Koninkrijk. Het bestaat uit een wit schild, met daarin een groen diagonaal kruis dat vier zwarte torens van elkaar scheidt, op een rood veld.

## Symboliek

### Torens
De vier torens van de vlag vertegenwoordigen de vier forten die de stad omringen en verdedigen en dateren uit het tijdperk van de Engelse Burgeroorlog en zijn zichtbaar op het wapen van de gemeenteraad.
Het motto van de stad, turris fortissima est nomen jehova, vertaalt zich als 'de sterkste toren is de naam van Jehovah', en dit verwijst naar het succesvolle verzet van de stad tegen de royalistische belegering tijdens dat conflict.

### Kleuren
De groene, zwarte en witte kleuren van het schild lijken traditioneel te zijn in de stad en in het bredere graafschap Devon, aangezien ze worden gebruikt als onderdeel van verschillende schooluniformen in de stad, de kleuren van de Plymouth Argyle FC en als de kleuren van de vlag van Devon.